# بالا!
بالا! (به انگلیسی: ‎Up!‎)، نخستین آلبوم استودیویی تماماً جدید از خوانندهٔ کانادایی، شنایا تواین در طی مدتی ۵ ساله بود که در نوامبر ۲۰۰۲ عرضه شد (۲۰۰۲ در موسیقی (میلادی) را ببینید). این آلبوم در سه شیوهٔ متفاوت ضبط شد: کانتری (دیسک «سبز»)، پاپ (دیسک «قرمز») و جهانی (دیسک «آبی»). در ایالات متحده، دیسک «سبز» و دسیک «آبی» در پوششی یکسان قرار داشتند (هر دو در یک بسته‌بندی)، با این وجود دیسک «آبی» برای بارگیری (دانلود) در دسترس بود. در فروشگاه‌های جهانی، دیسک‌های «قرمز» و «آبی»، به صورت جفت بودند.
برای دیسک جهانی «آبی»، شنایا و شوهر تهیه‌کننده‌اش مت لانگه، از تهیه‌کنندگان بریتانیایی-آسیایی، دایموند دوگال و سیمون دوگال برای تهیه‌کنندگی این نسخه از آلبوم کمک گرفتند.
مؤسسهٔ آرآی‌ای‌ای، گواهی ۱۱xپلاتین را بر اساس محمولهٔ ۵٫۵ میلیونی به آلبوم داد؛ به دلیل این‌که مدت‌زمان این آلبوم از ۱۰۰ دقیقه بیشتر است، مؤسسهٔ آرآی‌ای‌ای هر دیسک را برای گواهی، جداگانه به حساب آورد.
هم‌چنین این آلبوم یک ماه پس از عرضه‌اش در کانادا، به گواهی الماس دست یافت. در سال ۲۰۰۷، جلد این آلبوم، در فهرست شهوت‌انگیزترین جلدهای آلبوم مجلهٔ مکسیم قرار گرفت.

## فهرست ترانه‌ها
1. «Up!»
2. «I'm Gonna Getcha Good!»
3. «She's Not Just a Pretty Face»
4. «Juanita»
5. «Forever and for Always»
6. «Ain't No Particular Way»
7. «It Only Hurts When I'm Breathing»
8. «Nah!»
9. «Wanna Get to Know You That Good»
10. «C'est la Vie»
11. «I'm Jealous»
12. «Ka-Ching!»
13. «Thank You Baby! for Makin' Someday Come So Soon»
14. «Waiter! Bring Me Water!»
15. «What a Way to Wanna Be!»
16. «I Ain't Goin' Down»
17. «I'm Not in the Mood To Say No!»
18. «In My Car I'll Be the Driver»
19. «When You Kiss Me»

## جدول‌های موسیقی و گواهی‌ها
| جدول موسیقی                        | رتبه |
| ---------------------------------- | ---- |
| U.S. Billboard ۲۰۰                 | ۱    |
| U.S. Billboard Top Country Albums  | ۱    |
| U.S. Billboard Top Internet Albums | ۱    |
| کانادا                             | ۱    |
| آلمان                              | ۱    |
| نیو زیلند                          | ۱    |
| استرالیا                           | ۱    |
| اتریش                              | ۲    |
| نروژ                               | ۲    |
| سوئیس                              | ۲    |
| UK                                 | ۴    |
| فرانسه                             | ۵    |
| سوئد                               | ۸    |
| فنلاند                             | ۲۰   |

| جدول موسیقی        | گواهی               | فروش       |
| ------------------ | ------------------- | ---------- |
| ایالات متحده       | ۱۱x پلاتین/۱x الماس | ۵٬۵۰۰٬۰۰۰  |
| کانادا             | ۲x الماس            | ۲٬۰۰۰٬۰۰۰  |
| فرانسه             | پلاتین              | ۳۶۰٫۰۰۰    |
| برزیل              | پلاتین              | ۱۲۵٫۰۰۰    |
| هلند               | طلا                 | ۴۰٬۰۰۰     |
| سوئیس              | ۳x پلاتین           | ۱۲۰٬۰۰۰    |
| اتریش              | پلاتین              | ۳۰٬۰۰۰     |
| United Kingdom     | ۲x پلاتین           | ۶۰۰٬۰۰۰    |
| آلمان              | ۲x پلاتین           | ۴۰۰٬۰۰۰    |
| نروژ               | ۳x پلاتین           | ۱۲۰٬۰۰۰    |
| سوئد               | طلا                 | ۲۰٬۰۰۰     |
| نیو زیلند          | ۳x پلاتین           | ۴۵٬۰۰۰     |
| استرالیا           | ۲x پلاتین           | ۱۴۰٬۰۰۰    |
| United World Chart | ۴x پلاتین           | ۸٫۴۶۷٫۰۰۰  |
| اروپا              | ۲x پلاتین           | ۲٬۰۰۰٬۰۰۰  |
| World Wide Sales   | ۶x پلاتین           | ۱۲٬۰۰۰٬۰۰۰ |